# Detlev Louis
Detlev Bruno Maximilian Louis (* 23. September 1919; † 13. Oktober 2012) war ein deutscher Unternehmer und Motorradrennfahrer. Er gründete die Detlev Louis Motorrad-Vertriebsgesellschaft mbH und entwickelte sie über Jahrzehnte zu einem führenden europäischen Händler für Motorradbekleidung und -zubehör.

## Leben
Louis wuchs in Hamburg auf und bestritt bereits als 18-Jähriger erste Motorradrennen mit einer BMW R51. 1938 lernte er den Händler Walter Lohmann kennen, der in Hamburg ein Motorradgeschäft eröffnete. Nach dem Krieg führten beide das Geschäft als Lohmann & Louis weiter; 1946 übernahm Louis das Unternehmen als alleiniger Inhaber.
Louis war Diplom-Ingenieur für Flugzeug- und Motorenbau.

## Unternehmerisches Wirken
In den 1950er-Jahren handelte Louis mit neuen und gebrauchten Fahrzeugen (u. a. Heinkel und Adler) und importierte britische Marken wie BSA sowie AJS/Matchless. In den 1960er-Jahren verlagerte er den Schwerpunkt auf Zubehör: 1964 erschien der erste Versandkatalog, 1968 bereits ein 40-seitiger Katalog; zudem importierte Louis Bekleidung u. a. von Barbour und MKS. 1969 übernahm Louis den Generalimport von Kawasaki-Motorrädern für Deutschland; 1972 präsentierte er die Kawasaki 900 Z1 auf der IFMA.
1977 zog das Unternehmen in größere Räume in der Süderstraße 129 in Hamburg um und firmierte fortan als GmbH; 1985 wurde das Ladengeschäft in der Süderstraße 83 mit 2.400 m² eröffnet. 1991 ging ein Logistikzentrum in Hamburg-Allermöhe in Betrieb; 1996 gab das Unternehmen den Fahrzeugverkauf auf und konzentrierte sich auf Bekleidung und Zubehör. 1997 startete der Online-Shop.
Sein Sohn Stephan Louis war von 1982 bis 2010 Geschäftsführer.

## Tod und Nachwirkung
Detlev Louis starb am 13. Oktober 2012 im Alter von 93 Jahren in seinem Haus in Hamburg-Harvestehude. 2015 verkaufte seine Witwe Ute Louis die Detlev Louis Motorrad-Vertriebsgesellschaft an Berkshire Hathaway.